# Arcidiocesi di Massimianopoli di Rodope

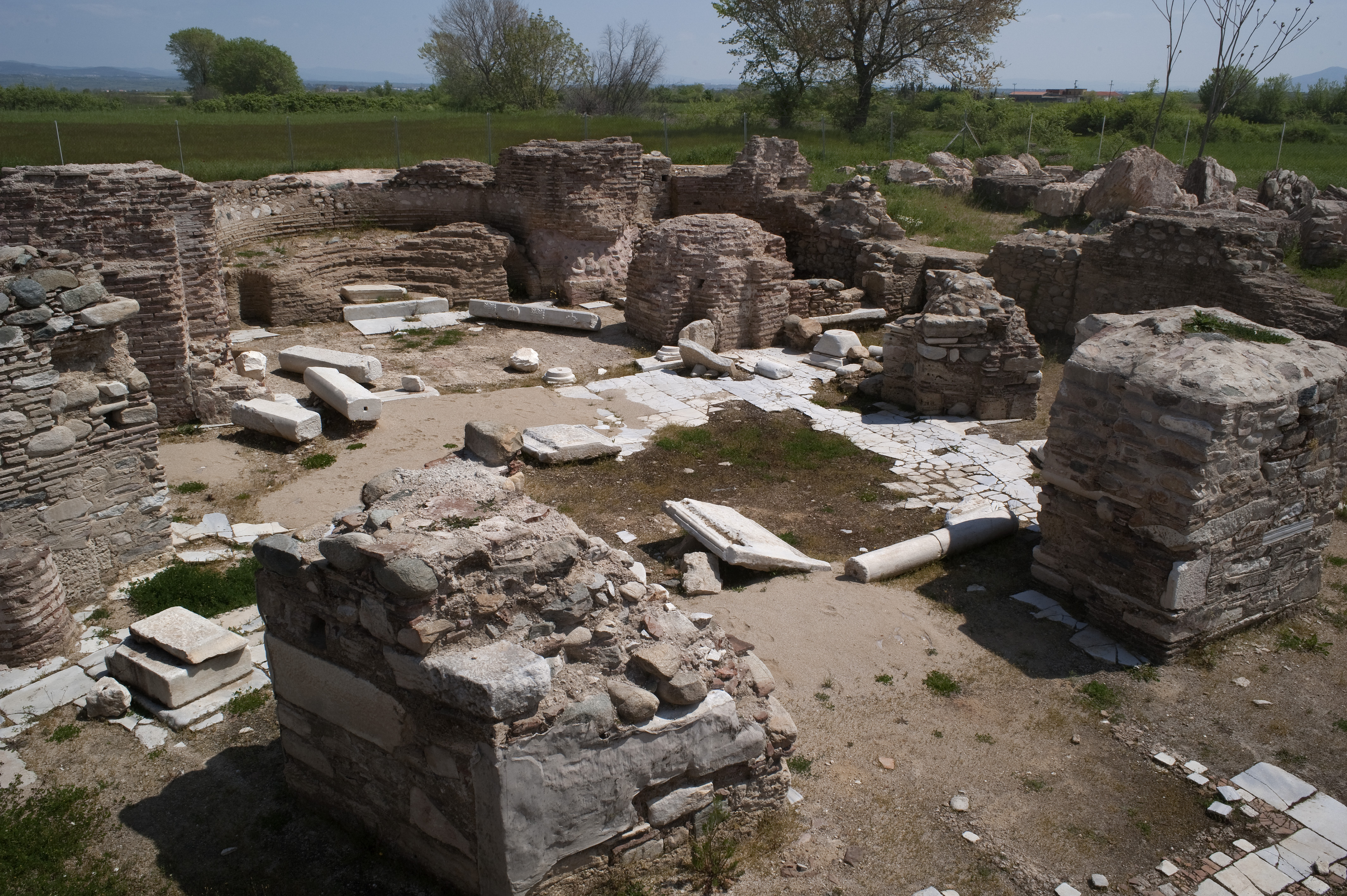
Resti di una chiesa bizantina di Massimianopoli.

L'arcidiocesi di Massimianopoli di Rodope (in latino Archidioecesis Maximianopolitana in Rhodope) è una sede soppressa del patriarcato di Costantinopoli e una sede titolare della Chiesa cattolica.

## Storia
Massimianopoli di Rodope, il cui sito archeologico si trova a pochi chilometri ad ovest di Komotini nel nord-est della Grecia, è un'antica sede arcivescovile autocefala della provincia romana di Rodope nella diocesi civile di Tracia e nel patriarcato di Costantinopoli.
La sede è menzionata nelle Notitiae Episcopatuum del patriarcato fino al IX secolo.
Sono solo tre i vescovi documentati di questa sede. Ennepio prese parte al concilio di Efeso nel 431. Sereno fu tra i padri conciliari a Calcedonia nel 451 e nel 459 sottoscrisse il decreto sinodale di Gennadio I di Costantinopoli contro i simoniaci.. Eustazio intervenne al secondo concilio di Costantinopoli nel 553.
In seguito non si hanno più notizie di questa arcidiocesi. A partire dal IX secolo la città episcopale è nota con il nome di Mosynopolis, ma è sede di una diocesi, suffraganea dell'arcidiocesi di Traianopoli.
Dal 1933 Massimianopoli di Rodope è annoverata tra le sedi arcivescovili titolari della Chiesa cattolica; la sede è vacante dal 9 gennaio 1970. Il titolo è stato assegnato in una sola occasione a Adam Hefter, vescovo emerito di Gurk.

## Cronotassi

### Arcivescovi greci
- Ennepio † (menzionato nel 431)
- Sereno † (prima del 451 - dopo il 459)
- Eustazio † (menzionato nel 553)

### Arcivescovi titolari
- Adam Hefter † (5 dicembre 1939 - 9 gennaio 1970 deceduto)